# Baclozygum brachypterum
Baclozygum brachypterum är en insektsart som beskrevs av Slater 1973. Baclozygum brachypterum ingår i släktet Baclozygum och familjen Thaumastocoridae. Inga underarter finns listade i Catalogue of Life.